# 1452 w literaturze
Wydarzenia literackie w 1452 roku.

## Urodzili się
- Girolamo Savonarola, kaznodzieja